# Orquesta de la Academia Nacional de Santa Cecilia
La Orquesta de la Academia Nacional de Santa Cecilia (en italiano: Orchestra dell'Accademia Nazionale di Santa Cecilia) es una agrupación orquestal italiana con sede en Roma y vinculada a la Academia Nacional de Santa Cecilia.

## Historia
A lo largo de su historia, la orquesta ha recibido varias denominaciones, como Orquesta Sinfónica del Augusteo (por el Teatro Augusteo, primera sede de sus conciertos de abono) o también Orquesta Estable de la Academia Nacional de Santa Cecilia (Orchestra Stabile dell'Accademia Nazionale di Santa Cecilia). Aparte del Teatro Augusteo (donde tuvo sus conciertos entre 1908 y 1936), tuvo su sede en el Teatro Adriano de Roma entre 1936 y 1950, el Auditorium di Santa Cecilia de la Via della Conciliazione (1958-2003) y, a partir de esta fecha, mantiene su temporada sinfónica en el Auditorium Parco della Musica, construido en Roma por el arquitecto Renzo Piano.
La orquesta ha tocado bajo la batuta de grandes compositores y directores, como Mahler, Debussy, Richard Strauss, Ígor Stravinski, Paul Hindemith, Arturo Toscanini, Wilhelm Furtwängler, Victor de Sabata o Herbert von Karajan. De 1983 a 1990, Leonard Bernstein fue presidente honorífico de la orquesta.

### Estrenos
La orquesta ha realizado numerosos estrenos, especialmente de compositores italianos. Entre otras, estrenó los poemas sinfónicos Fontane di Roma y Pini di Roma de Ottorino Respighi. De Arvo Pärt estrenó Cecilia, vergine romana en un concierto dirigido por Myung-Whun Chung el 19 de noviembre de 2000.

## Directores
- Bernardino Molinari (1912–1944)
- Franco Ferrara (1944–1945)
- Fernando Previtali (1953–1973)
- Igor Markevitch (1973–1975)
- Thomas Schippers (1976-1983)
- Giuseppe Sinopoli (1983–1987)
- Uto Ughi (1987–1992)
- Daniele Gatti (1992–1997)
- Myung-Whun Chung (1997–2005)
- Antonio Pappano (2005– )